# هیوندای کارت
هیوندای کارت (انگلیسی: Hyundai Card) شرکت خدمات مالی کره‌ای است، که در سال ۲۰۰۱ تأسیس شد.